# Vasco Martins
Vasco Martins (Queluz (Portugal), 1956) is een Kaapverdische componist, musicus, muziekproducent en dichter. Hij speelt onder andere synthesizer, piano en gitaar.

## Levensloop
Vasco Martins werd geboren in Portugal en groeide vanaf zijn negende jaar op op het eiland São Vicente (Kaapverdië). Na autodidactische compositiestudies werd hij in 1976 lid van de band "Colá", maar ging later naar Portugal, waar hij compositie studeerde bij Fernando Lopes Graça en verder naar Frankrijk om bij Henri-Claude Fantapié zijn compositie-kennis te verdiepen.
Zijn "eigen" instrument is de piano en hij verzorgde diverse recitals en concerten. In 1979 verzorgde hij opnames voor zijn eerste elpee. In juli 2008 nam hij een cd Lua água clara in Parijs op. Ook componeerde hij de opera Crioulo (2008).
Martins neemt in de Kaapverdische gemeenschap een uitzonderingspositie in, omdat hij zich als vrijwel de enige bezighoudt met klassieke muziek. Hij was de eerste Kaapverdiaan die symfonische muziek componeerde, en was binnen Kaapverdië ook een pionier op het gebied van elektronische muziek en jazz. De muziek op sommige van zijn albums wordt wel omschreven als new age muziek of spirituele muziek. Daarnaast verwerkt hij in zijn composities invloeden van diverse andere stijlen, waaronder de Kaapverdische stijlen morna en coladeira.
Werken van Martins zijn uitgevoerd door orkesten en musici uit Frankrijk, Portugal, Brazilië en Tsjechië.

## Composities

### Werken voor orkest

#### Symfonieën
- 1998-2002 rev.2004 Symfonie nr. 2 "Erupção", voor orkest
- 2001 Symfonie nr. 4 "Buda Dharma", voor orkest
- Symfonie nr. 1 "Celebração do equinócio de Março", voor strijkorkest
- Symfonie nr. 3 "Arquipélago magnético", voor orkest
  1. Assim
  2. melodicamente em três partes
  3. Final generoso (expressão jubilosa)
- Symfonie nr. 5 "Oriente", voor orkest
  1. norte
  2. este
  3. oeste
  4. sul
  5. nadir
  6. zenite
- Symfonie nr. 6 "Monte Verde" (Pandion halieatus), voor orkest
- Symfonie nr. 7 "Alba", voor orkest
- Symfonie nr. 8 "A procura da Luz" (The search for light), voor orkest
- Symfonie nr. 9, voor orkest

#### Concerten voor instrumenten en orkest
- 4 Notas na cidade do Mindelo, voor klarinet solo en strijkorkest
- Anámnesis, voor gitaar en strijkorkest
- Concert, voor gitaar en strijkorkest
- Dôs temp p'um valsa, voor klarinet en strijkorkest
- Musique pour adoucir le Coeur, voor hobo en strijkorkest

#### Andere werken voor orkest
- 1989 Danças de Câncer, suite sinfónica voor orkest
  1. Abertura
  2. Pulsações
  3. Noites mágicas
  4. Terra vulcânica
- A garça por cima das ondas, voor strijkorkest
- Clara Luz, voor strijkorkest
- Golfinhos no horizonte, voor strijkorkest
- Oceano no coração, voor strijkorkest
- Calmas tardes no Monte Verde, voor strijkorkest
- Tardes caminhando, voor strijkorkest

### Muziektheater

#### Opera's
| Voltooid in | titel   | aktes | première                                                | libretto                                                     |
| ----------- | ------- | ----- | ------------------------------------------------------- | ------------------------------------------------------------ |
| 2008        | Crioulo |       | 27 maart 2009, Lissabon, Centro Cultural de Belém (CCB) | van de componist, gebaseerd op cantata "Lágrimas na Paraise" |

### Vocale muziek
- Liederen op gedichten van Fernando Pessoa, zangcyclus voor zangstem en twee cello's

### Kamermuziek
- 1983 Primeiras Meditações, voor dwarsfluit, cello, piano, altviool, 2 cello's, gitaar
- Azul Ibérico, voor strijkkwartet
- Azul Caboverdiano, voor strijkkwartet

### Werken voor piano
- 1998 Piano Azul
- Amendoeira celeste
- Amornando
- Lua de Abril
- Lua de Dezembro
- Luz e sombra no deserto
- Memória da água
- Orion
- Peregrinações
- Ventos oceânicos

### Werken voor gitaar
- Deserto subtil
- Estudo
- Gesto flutuante
- Molto continuum
- Num varanda
- Prelúdio
- Sattva
- Situações triangulares

### Elektronische muziek
- Apeiron
- Divinas of S. Nicolau
- Lunario Perpetuo
- Ocean-Light
- Ocean and Moon
- Sarva Mangalam
- Sublime Delight

## Publicaties

### Poëtische boeken
- 1986 Universo da ilha
- 1989 Navegam os olhares com o voo do pássaro
- 2008 Run shan

## Discografie
- 1979 Vibrações
- 1985 Para além da noite
- 1987: Oceano imenso
- 1989 Quinto Mundo
- 1992 Quiet Moments
- 1992 Ritual Periférico
- 1995: Eternal cycle
- 1996: Island of the secret sounds
- 1997 Sublime Delight
- 1998 Danças de Câncer
- 2000 Apeiron
- 2001 Lunario Perpetuo
- 2007 4 Sinfonias
- 2009 Lua água clara
- 2010: Li Sin
- 2012: Azuris
- 2014: Twelve Moons (CD-r)